# Filóstrato el Egipcio
Filóstrato el Egipcio fue un filósofo sofista y orador de la Antigua Grecia que vivió en el siglo I a. C. Es nombrado por Plutarco en alguna de sus biografías y por Filóstrato en Vidas de los sofistas. Fue filósofo del palacio de Cleopatra VII. Cuando esta y Marco Antonio cayeron en desgracia, obtuvo el perdón de Augusto gracias a la intermediación de Ario Dídimo, filósofo estoico. Se le consideraba un orador muy elocuente e improvisador, y se valía de un estilo exuberante y panegíricos. Consiguió introducirse en la Academia. Se le relaciona con Catón el Joven en Sicilia.
Crinágoras le dedicó un epigrama.